# Povijest tehnologije
Povijest tehnologije je usko vezana uz povijest otkrića raznih alata i tehnika, a kako nijedno ljudsko društvo ne može opstati bez tehnologije, može se reći da je tehnologija stara koliko i samo ljudsko društvo. Bit čovjekova načina opstanka je izradba i korištenje alata, te kulturalno prenošenje tehnologije (tj. poduka novih naraštaja). Štoviše, izradba i uporaba alata dugo je smatrana osnovnom razlikom između nas i ostatka živoga svijeta. 

## Prapovijesna tehnologija
Prapovijesna tehnologija je vezana uz prapovijest koje je najdulje razdoblje u prošlosti čovječanstva. Početak prapovijesti određuje se prvim nalaskom alata hominida (negdje oko 2.500.000 godina pr. Kr.), a kraj s početkom ljudske pismenosti (tj. najstarijim nalazima ljudske pismenosti) - oko 3500. godine pr. Kr. Prapovijest se dijeli na dva velika razdoblja – kameno doba i metalno doba. Kameno doba dijeli se na starije (paleolitik), srednje (mezolitik) i mlađe kameno doba (neolitik), a metalno doba na bakreno, brončano i željezno doba.

### Tehnologija starijeg kamenog doba
Korijen tehnologije je u biološkoj evoluciji, koja je čovjeku dala dva ključna alata: slobodne ruke sposobne za hvatanje i govor. Osim toga, alate koriste i neke životinje, a kulturalno prenošenje tog umijeća s naraštaja na naraštaj se povremeno javlja među majmunima, napose čovjekolikim. Premda je uporaba alata primijećena kod više vrsta životinja, najčešće se radi o instinktivnom ponašanju. No čimpanze u divljini ponekad love termite pomoću grančice koju pripremaju u tu svrhu ili razbijaju ljuske plodova kamenom. To ponašanje nije instinktivno, već ga majke prenose na mladunce podukom. Stoga se ono mora smatrati kulturnom pojavom, koja uz to ima i regionalno obilježje, jer je zamijećena samo kod nekih populacija. Čimpanze također posjeduju znanje o ljekovitim biljkama koje se prenosi podukom.
No važno je razlučiti uporabu alata od izradbe alata: neki se predmeti mogu koristiti kao alatke i prije nego što se alat počne namjenski izrađivati. Po svemu što znamo ljudi su jedina živa bića koja oblikuju alat za izradbu drugih alata. Nikad nije primijećena čimpanza koja namjerno lomi kamen, niti ih se uspjelo naučiti da to čine na način na koji su rani ljudi izrađivali kameni alat. Pokusi pokazuju da čimpanze mogu naučiti koristiti kamenu oštricu, ali ne posjeduju mentalne i anatomske sposobnosti potrebne za njenu izradbu. Tijekom jednog se je pokusa čimpanzu uspjelo naučiti da udaranjem kamena o kamen ili bacanjem kamena na tvrdi pod dobije oštri odbojak (tanji komadi kamena odbijeni od kamene jezgre), ali ju se nije uspjelo naučiti da uoči važnost kuta lomljenja u proizvodnji odbojaka. Zato su kamene jezgre od kojih je odbijala odbojke više sličile prirodno razlomljenim komadima kamena. Takvi pokusi navode na zaključak da su izrađivači ranoga kamenoga oruđa posjedovali spoznajne sposobnosti i razumijevanje tehničkih načela izradbe alata znatno veće od onih koje mogu razviti današnji čovjekoliki majmuni.

#### Vatra
Korištenje vatre je pouzdano potvrđeno na nalazištima mlađim od 250 000 godina, ali se obično smatra da se je vatrom ovladalo mnogo ranije. Vjerojatno Homo erectus nije znao upaliti vatru, no znao je kako ju dugo održavati. Vatra ima ulogu pri pripremanju jela, ali od jednake je važnosti, a možda i veće, činjenica da ona oslobađa od hladnoće i mraka. Kontrola vatre je ključna nova tehnologija za čovječanstvo. Vatra daje toplinu. Ona omogućuje migracije u područja hladnije klime, otvara čovjeku za naseljavanje velika područja, inače negostoljubiva i nenaseljiva. Vatra daje umjetnu svjetlost. Proteže čovjekovu aktivnost u noć i na mračna mjesta poput spilja. Vatra nudi zaštitu od divljih životinja. Vatra omogućuje pripremu hrane, što skraćuje vrijeme i smanjuje napor potreban za jedenje i probavu. Vatrom se mogu otvrdnuti drveni alati. Vatra služi kao okupljalište, središte društvenih i kulturnih odnosa. Praktično poznavanje vatre dalo je čovjeku veći stupanj upravljanja nad prirodom. Tek oko 3000. pr. Kr. je ovladano pouzdanim tehnikama paljenja vatre (kremen, paljenje pomoću trenja drvaca vrtnjom).

#### Koža
Od doba gornjeg paleolitika koža je imala golemu ulogu u drevnom gospodarstvu. Koža različitih stupnjeva tvrdoće i podatnosti je služila za mnoge svrhe za koje je kasnije korištena keramika ili tkanina. Paleolitički su ljudi koristili kože mrtvih životinja za odjeću i donekle za šatore i posude, ali ne znamo kad su ljudi naučili kako kožu obraditi tako da bude trajna – struganjem i kemijski. Postoje brojni ostaci strugača od kosti i kamena, ali je vjerojatno trebalo mnogo vremena da se nauči da je poželjno ostaviti samo središnji sloj, a maknuti gornji, s krznom ili runom, i donji, mast i meso. Vjerojatno je još više trebalo da se nauči kako očuvati takvu kožu. Donedavno su Eskimi dimili kože. Drugi postupci očuvanja su soljenje, sušenje na suncu. U drevnom Egiptu se rabilo štavljenje pomoću stipse, često u kombinaciji sa solju. Najvažniji postupak je koristio tanin i smatra se da potiče od namakanja koža u šumskim mlakama ili od navike bojenja biljem pomoću umakanja. Glavni je izvor bio hrastova kora ili hrastove šiške. Štavljenje se provodilo umakanjem koža u niz jama ili korita, prvo u najstariju, tj. najslabiju tekućinu. Proces je trajao više od godinu dana. Koža za đonove je udarana čekićem da bi bila trajnija, za odjeću impregnirana masnoćom dok je još vlažna.

### Tehnologija mlađeg kamenog doba
Prijelaz sa skupljanja hrane na proizvodnju hrane je bio najveći napredak tehnologije, neki smatraju najvažniji uopće u povijesti. U područjima prikladnim samo za napasanje stoke dovela je do pastirskog nomadizma ili stočarstva; u drugim područjima je dovela do obrade zemlje i seoskog načina života, tj. stalnih naselja. Tako je počeo neolitik ili mlađe kameno doba. Neolitička je revolucija korjenito promijenila život ljudi, ali i njihovu okolinu. Taj novi način života u biti određuje čovjekov sustavni trud da promijeni okoliš odabranih biljaka i životinja s ciljem povećanja njihove produktivnosti i korisnosti. Neolitička društva, zasnovana na udomaćenim biljkama i životinjama, nastala su neovisno u različitim dijelovima svijeta nakon 8500. pr. Kr.: Bliski istok, Indija, Afrika, Sjeverna Azija, Jugoistočna Azija, Srednja i Južna Amerika. 
Prije otprilike 10 000 godina došlo je do posljednje velike klimatske promjene, koja označava početak holocena ili odledbe. Dolazi do povlačenja leda na sadašnje pozicije, a razina mora je naglo narasla zbog otapanja ledenog pokrova i ledenjaka. Povećanje količine padalina pred početak holocena u ekvatorijalnim područjima promijenilo je narav velikih rijeka, porasla je količina vode u rijekama poput Nila, Konga i Nigera. Klimatske promjene su utjecale na floru i faunu. Tundre su postale šume, suha područja su postala savane. Mnogi veliki sisavci su izumrli, iz klimatskih i/ili kulturalnih razloga, a među njima i oni važni za čovjeka (poput mamuta). Neke su se čovjeku važne vrste povukle na sjever, skupa s tundrama. Ljudske su se zajednice morale prilagoditi tim promjenama u okolišu. Neke su slijedile uobičajenu lovinu, koja se selila na sjever, i tu su nastavile živjeti na tradicionalan način, zasnovan na lovu i ribolovu. To su prethodnici, premda vjerojatno ne i izravni predci, naroda poput Laponaca, Eskima i Samojeda. Druge skupine, prije svega one koje su živjele u umjerenim klimatskim predjelima, na područjima koja su sada prekrile šume, počele su se prilagođavati novom okolišu.
Zbog nestanka i migracije krda iz stepa i tundra, ljudi su počeli loviti u šumi, gdje je lov teži, a love se pojedinačne životinje poput jelena ili vepra. Zbog toga su sve češće, a možda i isključivo, počeli rabiti luk i strijelu, izum koji seže u doba gornjeg paleolitika. Takvi uvjeti lova objašnjavaju i zašto je čovjek u međusobno udaljenim krajevima uspio pripitomiti vuka. Predak psa je lovcima bio od velike koristi jer je mogao istjerati divljač iz šume. Za lov u šumama je potrebno manje lovaca, a ulov nije dovoljan za prehranu velike skupine. Stoga se smanjio broj obitelji u zajednicama. S druge strane, ribolov je postao važniji – nalazimo vrške od kostiju i rogova koji su bili dijelovi harpuna ili ostiju, udice, vrše od šiba, kanue od debla. Neke su se zajednice nastanile duž obala rijeka i jezera i uz morsku obalu. Promjene u okolišu ponudile su nove izvore, koje je čovjek odmah iskoristio: jaja ptica, puževe i mekušce, voće, jestivo bilje i korijenje. Pri određivanju neolitika, uz proizvodnju hrane valja spomenuti i proizvodnju predmeta od keramike i bakra, poznavanje tkanja, te glačanje nekih predmeta od kamena.

#### Pripitomljavanje životinja
Pripitomljavanje životinja je započelo nešto ranije nego poljodjelstvo i njegova je glavna tehnička povijest dovršena mnogo ranije. Životinje su korisne na različite načine. Neke od njih pretvaraju nama nejestive biljke (travu) u jestivo meso. One su hodajuća hrana, hrana koja se ne kvari dok ju ne koristimo. One daju vrijedne dodatne proizvode, koji su bili sve više korišteni tijekom razvoja neolitika: množe se i daju nove životinje; kokoši nesu jaja; krave, ovce, koze i konji daju mlijeko – sirevi i mliječni napitci održavaju stočarska društva Azije. Izmet je kasnije postao važan kao gnojivo i gorivo. Životinje daju kožu iz koje se mogu izraditi razni proizvodi, ovce daju runo. Na neolitičkim tkalačkim stanovima vuna je prvi put ispletena u tkaninu. Životinje daju snagu za vuču i nošenje.

#### Poljodjelstvo
Poljodjelstvo u najjednostavnijim oblicima zahtijeva raščišćavanje i usitnjavanje ne pretjerano suhog površinskog tla, sijanje i pokrivanje sjemena, uništavanje korova i zalijevanje, žetvu i sigurnu pohranu uroda uz odvajanje sjemena za sljedeću sjetvu. Za svaku se sjetvu isprva moglo naći nedirnuto tlo (ekstenzivna poljoprivreda), ali kad je postalo nužno ili poželjno obrađivati isto tlo iz godine u godinu, javila se potreba za dubljom obradom, da se odloži iscrpljivanje tla. Tu je ključan bio izum pluga, koji se je u cijelosti razvio tek kad se je tijekom srednjeg vijeka čovjek suočio s obradom teških tala sjeverne Europe. U drevnoj Mezopotamiji i Egiptu pak je veći problem bilo navodnjavanje.

#### Lončarstvo i nastambe od opeke
Lončarstvo je nova tehnologija koja čini ključni dio neolitičke revolucije, a pojavilo se neovisno na više mjesta. Paleolitički su ljudi proizvodili keramiku od pečene gline, ali ništa u njihovom gospodarstvu ne iziskuje daljnji razvoj te tehnike. Neke skupine iz kasnog paleolitika su već primijetile da se glina stvrdnjava u vatri (figure od terakote iz Moravske).

#### Tkanje
Pripitomljavanje koze, ovce i ljame je dovelo do izuma tkanja, ali tek nakon određenih mutacija do kojih je došlo zbog pripitomljavanja. Tek je tada runo tih životinja postalo pogodno za predenje i tkanje. Vunena je odjeća postupno zamijenila odjeću od kože ili krzna. Ljudi su ubrzo naučili rabiti i biljne vrste, poput lana, koji se u zapadnoj Aziji, Egiptu i Europi već uzgajao kao uljarica, te pamuka, koji se počeo uzgajati u Indiji i srednjoj Americi. Postoje dokazi o pletenju prostirki i košara iz vrlo ranih vremena. Nije poznato je li u to doba izrađivana odjeća od niti, ali su na mnogim mjestima nađena primitivna vretena.

#### Uporaba kovina i rudarstvo
U neolitičkom okruženju su stotine tehnika, malih i velikih, oblikovale novi način života. Ljudi su tijekom neolitika gradili trajne strukture od drveta, opeka i kamena, koje svjedoče o velikom obrtničkom umijeću, a razvili su čak i svojevrsno kovinarstvo, rabeći komade samorodnog bakra koji se mogu naći u prirodi. Primjerice, za znamenitog Ledenog čovjeka, smrznutu mumiju koja se pojavila 1991. zbog povlačenja ledenjaka u Alpama, najprije se mislilo da pripada nekoj kulturi Brončanog doba, jer je nosio bakrenu sjekiru. No pokazalo se da je živio oko 3300. pr. Kr. Bio je to neolitički čovjek s oružjem od hladno kovanog metala. Metalurgija je prva strateška tehnologija, ona je omogućila napredak u ogromnom području tehnologije, koje ne bi bilo osvojeno korištenjem drveta ili kamena. Uporaba kovina je omogućila nove i prije nezamislive alate i oruđa. Prva kovina koju su ljudi rabili je bakar, no moguće je da je i prije njega korišteno meteoritsko željezo i zlato. Dokazi o korištenju sežu do 9000. pr. Kr. Bakreni privjesak nađen u sjevernom Iraku datiran je na 8700. pr. Kr. Za razliku od željeza, bakar se može naći u prirodi u metalnom stanju, kao komadi kovine pomiješani s rudama. No te su prirodne zalihe metalnoga bakra brzo iscrpljene. 

## Tehnologija drevnih civilizacija
Tehnologija drevnih civilizacija se odnosi na urbanu revolucija, koja označava kraj kamenoga doba i početak brončanoga doba, kraj prapovijesti i početak povijesti, koja je započela prije otprilike 6000 godina na Bliskom istoku i u konačnici je dovela do prvih civilizacija, sa svim društvenim i povijesnim posljedicama koje ih prate: visoka gustoća stanovništva (veće populacije), gradovi, razvoj složenih i raslojenih društava (specijalizacija struka i oštrija podjela rada), centralizirana politička i gospodarska vlast (nastanak i organiziranje regionalnih država), institucije prisile (vojska, prikupljanja poreza, policija), vjerske institucije i klasa svećenika, monumentalna arhitektura (palače, hramovi, spomenici), širenje trgovine, novac, standardizirani utezi i mjere, kontrola nad mineralnim izvorima, nastanak pisma, matematike i astronomije.

### Drevne civilizacije
Gospodarski temelj prvih civilizacija je novi oblik poljodjelstva, različit od neolitičkog poljodjelstva ili stočarstva, općenito putem umjetnoga navodnjavanja. Tu je jednostavno vrtlarenje zamijenjeno obrađivanjem polja zasnovanim na velikim mrežama za upravljanje vodama, građenim i održavanim putem javnih radova, koje su izvodile skupine okupljene na temelju radne obveze (tlake) i koje su nadgledali inženjeri u službi države. 
U subtropskim je područjima poljodjelstvo s navodnjavanjem vrlo učinkovito i moguće je postići prinose dovoljne za izdržavanje brojnog stanovništva. Rijeke krcate muljem osiguravaju vodu za navodnjavanje i, napose kad su umjetno kontrolirane, obogaćuju okolno tlo. No ratarstvo s navodnjavanjem i kontrola poplava zahtijevaju hidrauličke građevine, kako bi se voda dovodila gdje i kad je potrebna, i stanovitu razinu zajedničkog djelovanja nužnu za njihovu izgradnju i održavanje: treba isušiti močvare, izgraditi brane, nasipe, kanale, ustave, terase, spremnike, obzide, a sve to treba čistiti i održavati. Nadalje, prijepore oko vode mora riješiti neka središnja vlast, a viškove treba spremiti, čuvati, braniti i dijeliti po potrebi. 
Ratovanje je postalo stalno i premašilo je uobičajene provale. Ono je sada uključivalo osvajanje i podčinjavanje, jer u već popunjenom prebivalištu poražene skupine nisu mogle naprosto pobjeći i oblikovati novu ratarsku zajednicu na drugom mjestu. Prije tog vremena, i u paleolitiku i u neolitiku, poražene su se skupine općenito mogle preseliti u nova područja, ali u okolišno ograničenim područjima poput doline Nila ratari nisu imali kamo otići. Pobjednici nisu preuzimali samo zemlju i male sustave navodnjavanja, već su potčinjavali i ovladavali poraženim skupinama, pošteđujući im život u zamjenu za robovski rad u održavanju sustava intenziviranog ratarstva. 

### Postignuća tehnologije drevnih civilizacija
Materijalni dokazi pokazuju da je drevni obrtnik često po djelima ravnopravan modernom. Međutim, njegova su znanja i tehnika posve iskustveni, nedostaje mu teorijska podloga. Rad se temeljio na iskustvenim metodama. Isprobavane su različite mogućnosti naslijepo, ali veoma strpljivo. Kad bi se ostvario željeni cilj, tu se je i zaustavio. Drevni je čovjek, kad bi postigao što je htio, naprosto postavio naputak za postizanje toga cilja, poput recepta u kuharici. Naputak za caklinu na lončariji, oko 1700. pr. Kr., daje željeni ishod. Kako do toga dolazi, nije bilo na obrtniku da istražuje. Shvaćao je te preobrazbe kao čuda.

#### Pismo
Oko 4000. pr. Kr. se opaža prva uporaba pečata u drevnoj Mezopotamiji. Bili su načinjeni od pečene gline ili kamena, u koje je bio ugraviran geometrijski uzorak, čini se kao oznaka vlasnika. To je temelj razvoja pisma. 

#### Račun
U svim prvotnim drevnim civilizacijama nalazimo neka matematička i astronomska znanja i umijeća. Sve su rane civilizacije razvile neovisno takva znanja, svaka razvija svoj računski sustav i kalendar. 

#### Mjerenje vremena
Gospodarstvo drevne egipatske države počiva je na poljodjelstvu. Ono je ovisno o godišnjim dobima i biološkim ciklusima, kojima pak upravljaju astronomske periodičke pojave, poput dana, mjeseca i godine. Stoga glavni uvjeti života ovise o toj periodičnosti. Otud slijedi i zanimanje za tu periodičnost, tj. za astronomske pojave, koje ima nekoliko vidova. Astronomija se također rađa iz potrebe, ona se sastoji u motrenju, bilježenju i uspoređivanju. Oblikovanje kalendara zahtijeva više no što može obaviti poljodjelac, traži bilješke, tj. poznavanje pisma. To je zadaća koju moraju obaviti obrazovani ljudi koji ne troše vrijeme na zemljoradnju, a to su opet svećenici-činovnici.

#### Navodnjavanje
Prvi su sustavi navodnjavanja vjerojatno bili iskopani u četvrtom tisućljeću pr. Kr., a načinili su ih zemljoradnici na jugu današnje Rusije. Kanali su bili dugi do 2,5 km, duboki oko 1,2 m i široki do 3 m. U drevnoj Mezopotamiji su snažno poljodjelstvo omogućili kanali prokopani od korita rijeka, koji su dovodili vodu u područja udaljena od rijeka. U početku, dok je pritisak na zemlju bio manji, branom na rijeci bi se navodnila okolna polja. Kasnije, kada je postao značajan uzgoj voća i povrća, postalo je nužno navodnjavanje tijekom čitave godine.

#### Obrada kovina i rudarstvo
Obrada kovina uključuje složeni skup tehnologija, koji uključuje vađenje rude, taljenje rude, te kovanje ili lijevanje u korisne izrađevine. Kovine imaju više prednosti pred kamenom kao materijal za izradu alata i oružja i tijekom vremena su zamijenile kamen. Nastanak drevnih civilizacija je bio popraćen razvojem niza pomoćnih tehnika, uključujući, barem u Starom svijetu, proizvodnju i obradu bronce (slitina bakra i kositra). Ovladavanje broncom je dalo ime novom dobu: brončano doba. U Novome svijetu brončano oružje i alat nije zamijenilo štap za kopanje i kamene čekiće i noževe, ali je razvijena metalurgija zlata i srebra u svrhu ukrašavanja. Čini se da su korištene tehnologije koje odgovaraju kemijskom galvaniziranju zlata (pozlaćivanje).

#### Pečene opeke
Vjerojatno je iskustvo s keramičkim pećima i talionicama bakra dovelo do ideje pečenih opeka. U Mezopotamiji su oko 3500. pr. Kr. pečene opeke omogućile silan razvoj urbanizacije. Pri izgradnji hramova u mezopotamijskim gradovima korištena je kombinacija pečenih opeka, kamena i opeka sušenih na suncu, što pokazuje da su pečene opeke tada još uvijek bile novost. No ta je tehnička novina dovela do značajne promjene u građevinarstvu, premda još nekoliko stoljeća nije stigla do običnih ljudi.

#### Kotač
Prijevoz je potpuno izmijenjen uvođenjem kotača. Točno podrijetlo kotača nije poznato, ali nakon otprilike 3500. pr. Kr. nalazimo prikaze prijevoza pomoću kotača na keramici i drugim oblicima umjetnosti. Ljubljanski drveni kotač je najstariji drveni kotač s osovinom na svijetu, a star je oko 5150 godina. Prvi su kotači bili načinjeni od drveta, konkretno od tri povezana komada drveta. Činjenica da je isti oblik kotača korišten širom svijeta tijekom mnogih stoljeća ukazuje na to da se ta tehnologija prenosila iz jednog izvora, vjerojatno iz drevne Mezopotamije.

#### Plovila
Nakon otprilike 3500. pr. Kr. nalazimo u drevnom Egiptu i Mezopotamiji prikaze brodova korištenih za plovidbu rijekama. Bili su u osnovi građeni od trske ili papirusa, te korišteni za prijevoz ljudi i roba. Do 3000. pr. Kr. radilo su u biti o plovilima s kratkim veslima, kojima posada vesla okrenuta u smjeru gibanja broda. Prva se jedra u Egiptu opažaju oko 3000. pr. Kr.

#### Vojna tehnika
Oko 2300. pr. Kr. je Sargon Akađanin (ili Sargon Veliki), kralj Babilonije, stvorio prvo carstvo u povijesti, protegnut od Sredozemnog mora do Perzijskog zaljeva, a ostvario je to pomoću najstarije poznate profesionalne vojske, koja je brojila 5400 vojnika. 

## Tehnologija stare Grčke
Tehnologija stare Grčke je u toku čitave antike bila potpuno odvojena od starogrčke znanosti i filozofije. Stotine malih novih tehnologija i tehničkih poboljšanja se pojavilo tijekom 1200 godina antike, poput nožnog kola dodanog lončarskom kolu, ali se u cjelini tehnološki temelj proizvodnje nije promijenio tijekom cijelog razdoblja. U nekim se granama tehnologije, poput rudarstva, pojavio industrijski stil proizvodnje, a postala je uobičajena i trgovina na velike udaljenosti. No većina proizvodnje je ostala zasnovana na obrtništvu i lokalna, a obrtnici, tradicionalno skloni skrivanju svog umijeća, su nastojali monopolizirati svoje vještine, ne oslanjajući se na pisanu riječ, znanost ili filozofiju prirode.

### Postignuća starogrčke tehnologije
Od 6 glavnih jednostavnih strojeva poznatih u antičkom svijetu, četiri su – poluga, koloturnik (čini se da je neka vrsta koloturnika rabljena u Asiriji, drevnoj Mezopotamiji, oko 1500. pr. Kr.), klin i vitao (vitlo, čekrk, ručna naprava za namatanje bunarskog užeta ili lanca, naprava koja se sastoji od kola i vretena, a služi za podizanje tereta) – do kraja 4. st. pr. Kr. već dugo bila u uporabi. No peti – vijak – je, koliko znamo, novina koja se javlja u 3. st. pr. Kr. Tijekom antike tehnologija se dalje razvijala. Napredak je postignut u vojnoj tehnici, ali i u poljodjelstvu i u tehnikama obrade hrane (npr. mlinovi). Tijekom tog razdoblja su izumljene sljedeće važne mehaničke naprave: Arhimedov vijak i tijesak s vijkom, Arhimedov koloturnik i dizalice, zupčani prijenos (a možda i diferencijal), crpka ili sisaljka (Ksetibije), vodenice i vodeničko kolo, katapult, naprave za razonodu, modeli neba (Mehanizam iz Antikitere), radilica i drugo.

#### Pismo i literatura
Između 1000. i 800. pr. Kr., stari Grci su preuzeli pismo od Feničana, uveli u njega samoglasnike i usavršili ga. Taj se grčki alfabet širi tijekom 8. stoljeća pr. Kr. Između ostaloga, on omogućuje pojednostavljenje, standardizaciju i objavljivanje zakona, što se pokazalo važnim za politički razvoj. Širenju toga pisma pomogao je izum pergamenta, jednog od tri najvažnija materijala za pisanje. 

#### Arhimedov vijak
Arhimedov vijak je naprava koja se često tijekom povijesti upotrebljavala za premještanje vode u kanale za navodnjavanje. 

#### Arhimedov koloturnik
Arhimedov ili obični koloturnik se sastoji od nekoliko pomičnih i nekoliko nepomičnih kolotura koje su smještene u dva kućišta. Gornje kućište je učvršćeno, a donje je pomično.

#### Vodeni sat
Vitruvije također kaže da je Ktesibije Aleksandrijski bio jedan od prvih koji su istraživali načela konstruiranja vodenih satova. Pripisuje mu neke vodene satove i različite naprave pomoću kojih se duljina sata mogla prilagoditi prema godišnjem dobu (u antici sat nije bio apsolutna jedinica vremena, već podjela razdoblja sijanja Sunca). Vodeni satovi su u antici bili standardno sredstvo mjerenja vremena.

#### Vodenice
Stari Grci su izmislili dvije osnovne stvari za vodenicu: vodeničko kolo i zupčasti prijenosnik. Prvi dokazi o vodeničkom kolu pogonjenim vodom potječu iz 3. stoljeća pr. Kr., u mjestu Perahora u Grčkoj. Prvi koji je opisao rad vodenica bio je Filon iz Bizanta (280. – 220. pr. Kr.).

## Tehnologija starog Rima
Tehnologija starog Rima je dala najveće tehničare i inženjere antičkoga svijeta i neki čak kažu da je sama rimska civilizacija jedno veliko tehničko postignuće. Činjenica da je stari Rim dao nama poznate inženjere, od kojih su neki pisali knjige (što uopće nije bilo uobičajeno za inženjere), poput Vitruvija i Frontina (oko 40. – 103.) sama po sebi svjedoči o važnosti inženjerstva i tehnologije za rimsku civilizaciju. Građene su popločene ceste, javne zgrade, sportski objekti i akvadukti. U tom razdoblju nije bilo većih otkrića u tehnologiji, ali su postojeća umijeća i naprave razvijena i poboljšana za uporabu u velikim razmjerima. Rimljani su bili veliki improvizatori, bitno su poboljšali postojeću tehnologiju, ali su dali tek rijetke nove izume. Manje uzvišen izum, ali ne i manje važan za rimsku civilizaciju, je cement, koji je bio ključna nova tehnologija koju su uveli Rimljani, a koja je gradnju od kamena učinila mnogo jednostavnijom i jeftinijom, što je doslovno zacementiralo širenje Rimskoga carstva. Dok je rimska tehnologija cvjetala, rimske znanosti gotovo da i nema. Vrlo je malo djela prevedeno s starogrčkog. Rimljani nisu cijenili grčku matematiku, znanosti i učenost u cjelini. Rim nije dao znanstvenike. To zbunjuje one koji smatraju da su znanost i tehnologija uvijek i nužno povezane.

### Postignuća starorimske tehnologije

#### Poljodjelstvo – plug, pompejski mlin, žetelica
Etruščansko je poljodjelstvo dosegnulo visok stupanj. Proširili su napredne metode isušivanja tla, omogućivši obrađivanje područja koja su prije toga bila močvarna ili su ih uništavale poplave. Primjer toga je mreža podzemnih kanala u Laciju. S prestankom etruščanske vlasti u Laciju posjedi prijašnjih gospodara razdijeljeni su na male komade. No sječa šuma koja se provodila da bi se povećala obradiva površina izazvala je jače plavljenje, a time i bujice, što je pojačalo ispiranje tankog sloja tla. Iskorišteno tlo pretvarano je u pašnjake i trebalo je stalno pronalaziti nova polja, što je bio jedan od razloga osvajačke politike.

#### Rudarstvo i kovinarstvo
Plinije Stariji spominje dvije novine uvedene u stari postupak dobivanja zlata iz riječnog pijeska, vjerojatno uvedene u vremenu kasne Republike. U jednoj od njih se primjenjuje tlak vode za razbijanje gruda u kojima se nalazi zlato, a drugom se izvlači zlatna prašina pomoću žive koja se kasnije uklanjala filtriranjem i destiliranjem. U doba ranog carstva industrija metala se razvijala na više načina. Većinu željezne robe su i dalje izrađivali kovači na ognjištu kovačnice u malim radionicama. U Puteoliju je bila skoncentrirana trgovina željezom, gdje je sirovo željezo dovoženo s Elbe i prerađivano. To nije dovelo do specijalizacije, svaki je majstor radio u svojoj radionici. 

#### Industrijska proizvodnja
U doba ranog Carstva, kako su ljudi postajali bogatiji, stvorilo se šire tržište koje je zahtijevalo porast trgovine i specijalizaciju proizvodnje. Porasla je podjela rada i nastalo je nešto nalik tvorničkom sustavu za proizvodnju nekih roba u velikoj količini. Općenito su postojala tri sustava proizvodnje: kućna radinost, obrtnički rad i industrijska proizvodnja. Kućna se radinost tradicionalno obavljala u seoskim okruzima, gdje su obitelji nastojale da se gospodarski osamostale (da same proizvode sve što im treba). Time su također upošljavali robove kad nije bilo poljoprivrednih radova. To je podjednako vrijedilo i za velika i za mala imanja. Na svim tim imanjima je postojala privreda zatvorenog tipa: proizvodnja tkanina, kruha, namještaja, odjeće, obuće, košara, grube lončarije, opeke, štavljene kože, kućnih potrepština od drveta i metala.

#### Graditeljstvo
Veliki doprinosi rimske tehnologije bili su u arhitekturi i poljodjelstvu. Gradnja akvadukata, amfiteatara i bazilika zahtijevala je razvoj tehnike luka i lučnog svoda, koju je omogućila uporaba pečene opeke i betona od vulkanskog pepela (Pozzuoli) i vapna. Akvadukti su već prije građeni u drevnom Egiptu, Mezopotamiji i Grčkoj, ali su rimski akvadukti bili mnogo veći. Cigla je u građevinarstvu ušla u širu uporabu nakon doba Klaudija, posebno nakon požara za Nerona. Proizvodnja cigle postala je dobar posao. Drevni Rimljani su uveli uporabu cementa pri gradnji, što je dovelo do izuma betona. Rimljani su imali izvrsnu vapnenu žbuku. Miješajući tu žbuku s vulkanskim pepelom dobili su cement, koji pak pomiješan s pijeskom i šljunkom daje beton.

#### Prijevoz
Strogo su razlikovana dva tipa broda: dugi i obli. Dugi brod (galija) su pokretala duga vesla, imao je malo prostora za teret u uskom trupu i uglavnom je korišten u ratne svrhe. Obli brod su pokretala kvadratna jedra, imao je dubok trup, bio je nespretan za upravljanje (pomoću vesala smještenih sa strane u blizini krme), ali izdržljiv i korišten je za prijevoz tereta. Glavni je problem bila plovidba protiv vjetra, što je rješavano cik-cak plovidbom. Tijekom 1. st. pojavilo se Latinsko jedro, trokutasto jedro razapeto uzduž broda od pramca do krme, koje je moglo hvatati vjetar s obje strane. No baratanje njime je bilo teško i uglavnom je korišteno na manjim plovilima. Kopneni prijevoz bio je ograničen, unatoč dobrim cestama, neprikladnom zapregom, koja nije omogućivala djelotvorno uprezanje konja, kao i drugim problemima, poput ovjesa i podmazivanja.

## Tehnologija drevne Kine
Tehnologija drevne Kine započinje s razvojem njihove civilizacije, a prvi razvoj civilizacije se opaža duž rijeke Huang He (Žuta rijeka). Do 2500. pr. Kr. se tisuće kasnoneolitičkih sela proširilo duž rijeke, a kad je uvedeno poljodjelstvo s navodnjavanjem nastala su kraljevstva. Veliki Shun, navodni utemeljitelj prve Dinastije Xia je legendaran u Kini kao vladar koji je kontrolirao vode. Dinastija Shang (oko 1600. pr. Kr. do oko 1046. pr. Kr.), koja označava dokumentirane početke kineske civilizacije, je zagospodarila dolinom Žute rijeke zahvaljujući širokom sustavu navodnjavanja. Kasnije su tehnike navodnjavanja prenesene južnije, do rijeke Jangce. Uzgoj riže se iz južne Kine proširio prema sjeveru i također je uključivao kontrolu vode. Tijekom cijele kineske povijesti je jedna od uloga vlasti bila graditi i održavati sustav navodnjavanja. Rezultat toga su mnogi kanali, nasipi, brane i umjetna jezera širom Kine. Svjesna vladina politika zaštite voda i unaprijeđenja poljodjelstva je uključivala i isušivanje, što je sve zahtijevalo uključivanje velikog broja seljaka u prisilan rad, tlaku. Rana kineska civilizacija je gradila gradove sa zaštitnim zidinama, palačama i ceremonijalnim središtima. Rana kineska država je gradila žitnice i održavala stajaću vojsku. Razvijena je istančana brončana metalurgija.

### Postignuća starokineske tehnologije
Zlatno doba kineske znanosti i tehnologije se smatra doba vladavine dinastije Sung (960. – 1279.) koje se smatra kao vrhunac tradicionalne Kine. Učenje Konfucija (551. pr. Kr. – 479. pr. Kr.) je znatno oblikovalo kinesku višu kulturu, napose kroz službenu državnu ideologiju neokonfucijenizma, koju su razradili učitelji iz doba dinastije Sung. Svjetonazor se usredotočava na obitelj, humanost i društvo, a ne na prirodu i svijet onkraj ljudskih stvari. Konfucijenizam je bio praktična filozofija koja je naglašavala etičke i moralne vrijednosti ponašanja i upravljanja državom, te održavanje pravednog i skladnog društva. Tako su običaj, čast, kreposno ponašanje, sinovska ljubav prema roditeljima, poštovanje starijih, podčinjavanje autoritetu, moralni primjer mudraca i pravednost (ali ne zakon!) postali krilatice konfucijenizma u doba dinastije Sung.

#### Poljodjelstvo
Procvat drevne Kine u doba dinastije Sung rezultat je promjena u poljodjelstvu, prije svega snažnog porasta uzgoja riže u južnoj Kini i bazenu rijeke Jangce, s početkom u 8. stoljeću. Riža daje veći urod po jedinici površine nego bilo koja druga udomaćena biljka, tako da samo uvođenje riže dovodi do značajnih društvenih i kulturnih posljedica. Nakon 1012. vlada je uvela i sustavno dijelila nove vrste rane i zimske riže iz Indokine. Neke vrste sazrijevaju za dva mjeseca, što omogućuje dvije ili tri žetve godišnje na pogodnim mjestima. Druge su vrste zahtijevale manje vode, što je značilo da se za proizvodnju hrane mogu iskoristiti nova tla. 

#### Navodnjavanje
Osim poljodjelstva, sljedeća temeljna tehnologija koja je podupirala kinesku civilizaciju bilo je navodnjavanje. Premda su mnogi kanali i nasipi već postojali u Kini iz ranijih vremena, prvi elementi prema unutrašnjosti usmjerenog sustava kanala na razini carstva su se pojavili oko 70. Godine 608. inženjeri su dovršili gotovo 700 kilometara dug kanal od Luoyanga do Pekinga, a do 12. stoljeća u Kini je bilo oko 50 000 kilometara plovnih vodenih putova i kanala. Samo se je Veliki kanal, dovršen 1327., protezao duž 2000 kilometara, od Hangzhoua na jugu do Pekinga na sjeveru.

#### Papir i tisak
Proizvodnja papira, koja se je vjerojatno razvila iz tekstilne industrije, dala je proizvod koji je olakšao državnu upravu carske Kine. Postoje pouzdani dokazi o izradi papira krajem dinastije Han, početkom 2. stoljeća, premda se tehnologija vjerojatno razvila nekoliko stoljeća ranije. Drevni Egipćani su mnogo ranije koristili papirus, ali su Kinezi prvi napravili pravi papir iz kaše za papir ulijevane u kalupe. Izrađivan je isprva od starih krpa, a ubrzo je kvalitetniji papir izrađivan od kore murve. U početku nije korišten za pisanje, već za svrhe poput umatanja. No već je u 3. st. posve zamijenio svilu, bambus i drvo kao podloge za pisanje.

#### Barut
Izum baruta u Kini sredinom 9. stoljeća i, što je još značajnije, korištenje baruta u vojne svrhe, s početkom u 10. stoljeću, preusmjerilo je tijek kineske i svjetske povijesti.

#### Kompas
Za razliku od papira, magnetski kompas je bio naprava bez koje je kineska civilizacija mogla živjeti isto kao i s njom, ali ovaj slučaj upravo pokazuje ono malo veza između znanosti i tehnologije u drevnoj Kini. Tajnovita svojstva magnetnog kamena (prirodni magnetizam minerala magnetita) bila su poznata do 300. pr. Kr. i isprva su korištena kao sredstvo proricanja. Do 100. pr. Kr. je postalo poznato da se magnetna igla usmjerava duž pravca sjever-jug i to je svojstvo korišteno u geomantiji ili umijeću feng shui, pravilnom postavljanju kuća, hramova, grobnica, cesta i drugih građevina.

#### Svila
Izrada tkanina je još jedna od glavnih industrija drevne Kine. Primjerice, jedan je car iz dinastije Sung iz 12. stoljeća kupio i primio kao porez ukupno 1 170 000 bala svilene tkanine. Kinesku tekstilnu industriju valja spomenuti napose zbog njezine mehanizacije. Izvori pokazuju da je od 1035. u Kini postojao kolovrat (preslica na kotač koji se pokreče nogom), a kineski su inženjeri također načinili i razrađene strojeve za namatanje pokretane vodom, u svrhu razmotavanja čahura ličinki svilca i namotavanje svilenih niti na kaleme, za tkanje u tkaninu.

#### Porculan
Lončarstvo je bilo drevno umijeće, koje je nakon 11. stoljeća dosegnulo prije neviđene umjetničke vrhunce. Carska je vlada posjedovala vlastite peći i radionice na industrijskoj razini, koje su zapošljavale tisuće obrtnika i masovno proizvodile kako svakodnevne, tako i luksuzne proizvode. U 7. stoljeću su kineski lončari otkrili da se silikatni mineral glinenac može uklopiti u glineno posuđe, što je dalo primitivni tip porculana.

#### Kovinarstvo i rudarstvo
Kineska nadmoć u proizvodnji željeza također pomaže u obrazlaganju blistavosti njezine civilizacije. Kineski su se metalurzi rano okrenuli željezu, vjerojatno zbog ograničenih izvora bakra i kositra za broncu. Do 117. pr. Kr. proizvodnja željeza je postala državna djelatnost, s 48 ljevaonica, od kojih je svaka zapošljavala tisuće industrijskih radnika. Godine 806. proizvedeno je 13 500 tona željeza, a 1078., u doba dinastije Sung, već 125 000 tona, bez sumnje zbog porasta potreba vojske (za usporedbu, Engleska je 1788. godine, kad je industrijska revolucija već započela, proizvela 68 000 tona željeza). Tehnički inovativna i napredna, kineska industrija željeza je koristila mjehove pokretane vodom (od 31. pr. Kr.) i talila rudu pomoću koksa (djelomično izgorjelog kamenog ugljena) već do 11. stoljeća, nekih 700 godina prije nego što su se slični postupci pojavili u Europi.

#### Zidovi
Kineski zid je dug 8 851,8 kilometara (glavni dio 2 450 kilometara). Nastao je iz zemljanih brana koje su u 4. stoljeću pr. Kr. nasula sjevernokineska kraljevstva za obranu od nomada iz srednjoazijskih stepa. Prvi kineski car Qin Shi Huangdi je postojeće dionice povezao s 800 kilometara novog zida i tako stvorio neprekidnu barijeru duljine oko 2000 kilometara. Zid je kasnije pojačan dodavanjem kula od opeke. Krajem 15. stoljeća (dinastija Ming) zid je obnovljen, ovaj put od kamena, visine do 12 metara, a debljine do 10 metara, s 25 000 stražarskih kula.

## Tehnologija u srednjovjekovnom islamskom svijetu
Tehnologija u srednjovjekovnom islamskom svijetu je imala svoje zlatno doba koje je trajalo od 8. stoljeća do sredine 13. stoljeća. Kalifi dinastije Omejada su vladali iz Damaska u Siriji. Tu je dinastija Omejada došla u dodir s obrazovanim Sirijcima i Perzijancima, koji su im služili kao tajnici i činovnici. Time je pomalo počelo heleniziranje islama. Čitavu administraciju Omejadskoga kalifata u Damasku vodili su grčki činovnici, na grčkom. Proces heleniziranja je ubrzan nakon godine 749., kada je na vlast došla dinastija Abasida. Kalif al-Manzur je godine 762. sagradio novi glavni grad, Bagdad, na rijeci Tigris. Grad je postao poznat po prilično intelektualnoj i tolerantnoj klimi. Carstvo se počelo pretvarati u centraliziranu državu, za što je bila potrebna snažna državna uprava. Takvu državnu upravu nisu mogli činiti ratnici, pa su se kalifi okrenuli obrazovanim Perzijancima, uglavnom onima koji su prešli na islam, a koji su pak bili oduševljeni grčkom učenošću. Do godine 1000. gotovo su sva dijela grčke medicine, filozofije prirode i matematičkih znanosti bili prevedeni na arapski. Prevedene su i mnoge perzijske i indijske knjige, ali one kasnije nisu prevedene na latinski i bile su stoga izgubljene za Zapad.

### Postignuća tehnologije u islamskom svijetu
Muslimanski su znanstvenici bili vjerni učenici starih Grka i upravo su time muslimani ušli u zapadnu znanstvenu tradiciju i postali znanstvenici ili filozofi prirode. Islamska je znanost bila izgrađena na grčkim temeljima i postupala je po grčkim načelima. Muslimanski znanstvenici nisu htjeli početi od početka, već nastaviti i dovršiti grčko djelo, i bili su svjesni tog odnosa spram prošlosti i svoje pripadnosti postojećoj tradiciji. Smatrali su da trebaju dovršiti, popraviti i prenijeti postojeće antičko znanje. Islamska je tehnologija ostala slična onoj starog Rima i istočnih drevnih civilizacija. U arhitekturi su preuzeli rimski luk, a ne grčki sustav stupova i nadvratnika. Poljodjelstvo je jako ovisilo o navodnjavanju, kao i u rimskim provincijama i svim civilizacijama Bliskog istoka.

#### Poljodjelstvo
Uspjeh islama ovisio je i o njegovim ratnicima i o njegovim ratarima. Ratari su zaposjeli naplavne ravnice Mezopotamije i Egipta i, u pravoj poljoprivrednoj revoluciji, prilagodili nove i raznolike hranjive biljke mediteranskom ekosustavu: rižu, sirak, šećernu trsku, pamuk, patlidžan, špinat, artičoku, lubenicu, naranču, limun, bananu, trputac, mango, kokosovu palmu i druge. Uz pomoć dorađenih i povećanih sustava navodnjavanja i gnojenja, uspjeli su produljiti plodnu sezonu i povećati učinkovitost. 

#### Knjižnice i papir
Širom islamskog svijeta utemeljene su tisuće knjižnica. Samo u Kordobi ih je bilo 17, a u jednoj od njih oko 500 tisuća naslova. U 13. stoljeću je u Bagdadu bilo 30 vjerskih škola od kojih je svaka posjedovala knjižnicu, u Damasku ih je 1500. bilo 150, opet svaka s knjižnicom. Knjižnica u Kairu u 10. stoljeću je sadržavala i do 2 milijuna knjiga.

#### Kemija i alkemija
U kemiji su muslimani dali najveći doprinos napretku znanosti i tehnologije. Taj uspjeh mogu u velikoj mjeri zahvaliti okolnosti da su uglavnom izbjegli predrasude koje su stare Grke držale podalje od rada rukama. Rasprave ukazuju na upućenost u laboratorijske tehnike. Radili su na temelju tradicija i praksi razvijenih u drevnom Egiptu, Babiloniji, Indiji i Kini. Oni su prikupljena znanja objedinili i opskrbili ih s nekim općenitim načelima, stoga ih se može smatrati utemeljiteljima kemije (liječnici), proizvođači mirisa, metalurzi. Abu Musa Džabir ibn Hajan al-Báriqi al-Azdi al-Kufi al-Sufi ili latinizirano Geber se smatra ocem kemije.

#### Astrolab
U 8. stoljeću je u Perziji izumljen mjedeni astrolab. To je bio osnovni mjerni instrument astronoma za određivanje položaja Sunca, Mjeseca i zvijezda. Bio je pomagalo u navigaciji i koristio se je u zemljomjerstvu.

## Tehnologija srednjeg vijeka
Tehnologija srednjeg vijeka u Europi je oblikovana zahvaljujući nizu međusobno povezanih tehnoloških novina: poljodjelska revolucija, nova vojna tehnika, oslanjanje na vodu i vjetar kao izvore energije. Taj tehnološki razvoj daje važan dio odgovora na pitanje kako se je i zašto Europa preobrazila od kulturne zabiti zasnovane na gospodarstvu jedva naprednijem od onog tradicionalnih neolitičkih zajednica u cvatuću i jedinstvenu, ali i agresivnu civilizaciju, koja će povesti svijet u razvoj znanosti i industrije. U usporedbi s Istokom i srednjovjekovnim Islamom, kršćanska je Europa još oko 1000. bila uglavnom "prazna". Prema nekim procjenama ju je nastanjivalo oko 22 milijuna ljudi, prema oko 60 milijuna u Kini, 80 milijuna u Indiji ili oko 40 milijuna pod vlašću muslimana. Stanovništvo drevnog Rima, koji je u antici bio milijunski grad, je palo na oko 35 000 ljudi, u Parizu je živjelo oko 20 000 ljudi, u Londonu oko 15 000. S druge je strane Kordoba pod vlašću Arapa brojila 450 000 stanovnika, Carigrad 300 000, Kaifeng u Kini 400 000, a Bagdad, tada najveći grad svijeta, oko 1 000 000. Europa je bila kulturna, intelektualna, gospodarska, tehnološka i demografska zabit koja je daleko zaostajala za tehnološkom i znanstvenom vitalnošću tadašnjih središta civilizacije u islamskom svijetu, Bizantu, Indiji i Kini.

### Postignuća srednjovjekovne tehnologije
Srednjovjekovna je Europa dala malo izuma, većina novina je preuzeta od antike ili iz Kine. Srednjovjekovni su zanatlije dokazali svoju umješnost, smionost i umjetnički genij, ali su proizvodi srednjega vijeka općenito bili u tehničkom smislu slabe kvalitete. Srednji je vijek neprestano morao popravljati, nadomještavati, obnavljati. Crkvena su zvona pucala, zgrade su se urušavale. Slabost srednjovjekovne tehničke opremljenosti očituje se nadasve u osnovnim oblastima, u prevlasti alata nad strojem, slaboj djelotvornosti alata, nedostatnosti poljoprivrednih strojeva i tehničkih pomagala koji daju slab prinos, osrednjosti energetske opreme, prijevoza, financijskog i trgovačkog poslovanja. Rast trgovine i poboljšavanje tehnologije proizvodnje i prijevoza gurao je društvo u smjeru novog gospodarstva.
Tehničari i izumitelji srednjega vijeka zapravo su zanatlije. Tek se jedan tehničar uzdiže do stanovitoga stupnja: arhitekt. Njegovo je polje bez sumnje jedino koje je u srednjemu vijeku poprimilo nesporni industrijski vid. Gotička je umjetnost gradnje postala znanošću, a graditelj je postao znanstvenikom. Taj graditelj, koji se nazivlje magistrom i čak pokušava steći naslov magistra kamena (magister lapidum), kao što su drugi magistri filozofije ili prava, koji obavlja proračune sukladno propisima, suprotstavlja se graditelju-zanatliji koji primjenjuje naputke, tj. zidaru.

#### Vitez na bojnom konju
Stremen je bio ključni izum koji je omogućio pojavu jednog od svojstvenih likova europskog feudalizma – oklopljenog viteza na oklopljenom bojnom konju. Do 9. stoljeća je u Europi ratnik na konju ostao na konju samo dok nije stigao do bojnog polja, kada bi sjahao i borio se kao pješak. Bez stremena koji osigurava stabilnost, samo su se najvještiji konjanici mogli boriti kao prava konjica, te zamahivati mačem i napinjati luk bez da izgube ravnotežu. Stremen su izumili Kinezi u 4. stoljeću i nakon toga se on širi prema Zapadu. Stremen je iznimno jednostavna izrađevina, bez pokretnih dijelova, ali stabilizira ratnika na konju i omogućuje borbu s konja. Sa stremenom i primjereno oblikovanim sedlom je jahač s kopljem pričvršćenim za oklop postao moćna bojna jedinica, pri čemu je impuls zamijenio mišiće u novoj vrsti ratovanja.

#### Dvorac i selo
Gospodarska jedinica feudalnoga sustava je selo. Nad njime vlada hijerarhija plemića, svjetovnih ili crkvenih, te biskupa i kraljeva, pod nominalnom vrhovnom vlašću cara i pape. Svaki je plemić mogao držati jedno ili više sela, ili zemlju u različitim selima, gdje su njegovi kmetovi radili da bi uzdržavali sebe i njega. Oni su dužni raditi i prisiljeni i silom ako treba, ali nisu robovi, jer posjeduju i obrađuju i vlastitu zemlju. Plemić je zauzvrat morao jamčiti seljacima zaštitu, a glavna je opasnost prijetila uglavnom od drugih plemića.

#### Samostrijel
Jedno od najvažnijih srednjovjekovnih oružja je samostrijel. Poznavali su ga Rimljani i Kinezi, ali u antičkoj obliku nije bio osobito djelotvoran i iščeznuo je s bojnoga polja. Bit samostrijela je u tome da se luk postavljen na nosaču (kundaku) može jače napeti i tako dati veću brzinu strelici. 

#### Barut i vatreno oružje
Barut i vatreno oružje su ustvari kineski izumi. U Europi se barut prvi put spominje u tekstu Rogera Bacona iz 1268., a čini se da se opis odnosi na kineski vatromet. Dok tehnologija proizvodnje baruta i ranih vatrenih oružja potiče iz Kine, čini se da su topovi nastali u Europi oko 1310. – 1320. Neki dokumenti iz Firence iz 1326. upućuju na to da su do tad metalni topovi već dobro poznati, a prva dokumentirana europska uporaba topa datira iz 1331.

#### Teški plug
Plug je najvažnija orača sprava, a svojom konstrukcijom omogućava dublje rezanje i prevrtanje zemlje na jednu stranu. Obrada plugom mrvi, miješa i okreće čestice tla, što tako obrađeno tlo čini vrlo pogodnim za razvoj usjeva. Plug za razliku od rala u pravilu ima kolica ornice, na koje se naslanja gredelj koji je kraći nego kod rala, a rezanje zemlje okomito u odnosu na površinu tla se obavlja pomoću crtala. Najveća razlika, a ujedno i najvažniji dio pluga je daska ili odgrnjača, koja osigurava da plug može i prevaljivati zemlju. Pored toga, lemeš (vodoravno rezanje brazde) je proširen i oštar samo s jedne strane (asimetričan), a najčešće ima dvije ručice za upravljanje. Prva novina poljodjelske revolucije bilo je uvođenje teškog pluga početkom 8. stoljeća. Zemlja je temelj materijalnoga života srednjovjekovlja, ali ona je škrta zbog toga što ljudi nisu sposobni iz nje mnogo izvući. Alati su samo osnovni, zemlja je loše obrađena, oranje je plitko. Dugo je u uporabi bio antički nepoduprti laki plug, primjeren površinskom tlu i neravnim terenima mediteranskog područja. To je u biti bila motika koju je vukao jedan ili dva vola, a polja su se orala unakrsno više puta. Njegov simetrični lemeš, ponekad prekriveno željezom, ali najčešće izrađen od drva otvrdnulog na vatri, prije grebe zemlju nego što je sječe. No teški plug je povećao poljoprivrednu proizvodnju time što je omogućio ratarima da obrađuju vlažne europske doline.

#### Uprezanje i potkivanje konja
Druga novina, najspektakularnija i najznačajnija po posljedicama, bila je uporaba konja, koji je brži i izdržljiviji od vola, za vuču pluga. Takvu je uporabu konja omogućila "moderna zaprega", niz tehničkih usavršavanja koja su oko 1000. omogućila bolje korištenje životinjske vuče i povećanje prinosa rada životinja. Moderno se uprezanje u biti sastoji u tome da se teret vuče prenese na ramena i da se nova orma dopuni potkivanjem, što je olakšalo kretanje životinje i bilo zaštitom za noge; i zapregom u nizu, što je omogućavalo vuču težih tereta.

#### Vodenica
Najdojmljiviji primjer je razvoj strojeva tjeranih snagom vode i njihovo uključivanje u tkanje seoskog života i europskog društva općenito. Vodenica je antički izum, no može ju se smatrati srednjovjekovnom napravom, jer je tek u srednjem vijeku ušla u široku uporabu. Već je u 9. stoljeću raširena po Zapadu. Prema Domesdayevoj knjizi, popisu (nepotpunom!) imovine u Engleskoj napravljenom po naredbi Vilima I. Osvajača, u Engleskoj je 1086. bilo 5624 mlinova, dok ih je stoljeće ranije zabilježeno manje od 100. U jednom francuskom okrugu (Aube) u 11. stoljeću je radilo 14 mlinova, u 12. stoljeću 60 mlinova, u 13. stoljeću 200 mlinova. U Pikardiji, na sjeveru Francuske, je 1080. radilo 40 mlinova, a 1175. već njih 245. 

#### Vjetrenjača
Malu vjetrenjaču je koristio Heron (1. stoljeće) u svojim orguljama, no u antici vjetrenjača nije rabljena u druge svrhe. Vjetrenjače su bile poznate u Kini, potom u Perziji u 7. stoljeću, u Španjolskoj se spominju u 10. stoljeću. U kršćanskom su se svijetu pojavile oko 1150., oko kanala La Manche i uz Sjeverno more. Neki smatraju da razlike u konstrukciji ukazuju na neovisnu pojavu vjetrenjača na različitim mjestima. U nekim su područjima vjetrenjače povećale obradivu površinu isušivanjem mora.

#### Tekstilna industrija
Germanski su narodi u Europu uveli nemediteranski stil odijevanja: krzno, čarape, hlače, čizme, te ideju šivanja odjeće iz više dijelova tkanine. U ranom srednjem vijeku, kao i u rimsko doba, izrada odjeće bila je gotovo isključivo ženski posao. One su šišale ovce, drobile lan, češljale vunu, prele, tkale, rezale tkaninu i šivale. Kao i u rimsko doba, glavne tkanine bile su laneno platno i vuna. Izradom pamučne i svilene odjeće je kršćanska Europa ovladala tek u 12. stoljeću. 

#### Tkalački stan
Trebalo je mnogo prelja da bi se pripremila pređa za jednu tkalju. Korištena su dva tipa vertikalnog tkalačkog stana: s utezima na osnovi (uzdužna nit tkanine) i s dvije grede. Najjednostavniji tkalački stan s utezima na osnovi se sastoji od dva uspravna drvena stupa spojena na vrhu gredom, koja se mogla okretati da bi se na nju namatala istkana tkanina. S te su grede visjele osnove, uzdužne niti, koje su napetim držali keramički utezi na donjem kraju.

#### Kolovrat
Krajem 13. stoljeća dolazi do daljnjeg mehaniziranja tekstilne industrije uvođenjem kolovrata, koji je vjerojatno izumljen na Bliskom istoku ili u Indiji. Najstariji poznati pouzdani prikaz je iz Bagdada, a datira iz 1237. Najstarije spominjanje u Europi je iz oko 1280. U najranijem zapadnom obliku sastojao se od malenoga vretena učvršćenog na držače i putem remena povezanog s većim kolom. Prelja je držala preslicu s vlaknima u lijevoj ruci, desnom rukom sučući nit koja se namatala na vreteno, a vrtnja vretena se je održavala okretanjem velikoga kola na mahove.

#### Tokarilica
Za potrebe obrade drva je uvedeno malo novih pomagala, ali su se mnoge stare počele češće rabiti, uključujući tokarilicu. Radi se o stroju koji brzo vrti komad drveta kojeg se obrađuje pomoću nekog alata za rezanje, a u srednjem su vijeku rabljene dvije mogućnosti: tokarilica s motkom i tokarilica s lukom.

#### Dizalice
Polet graditeljstva, nadasve crkava i dvoraca, potaknuo je korištenje naprava za dizanje i vuču, ali ipak se građa najviše podiže služeći se kosom plohom. Naprave za podizanje tereta nimalo se ne razlikuju, barem ne u osnovi, od antičkih: obične dizalice s prijenosnim vitlom i dizalice s koloturnikom. Ostaju one neobičnim ali rijetkim napravama kojima su se mogli koristiti jedino vladari, gradovi i crkvena gradilišta.

#### Mehanički sat
U 14. stoljeću su u Europi načinjeni prvi mehanički satovi, koji su koristili uteg i zapinjač, što je davalo kružno gibanje. Premda je zapinjač izumljen mnogo ranije, dotad nije bio rabljen u satovima. Prvi mehanički satovi koji su se pojavili u tornjevima velikih talijanskih gradova, imali su jednu kazaljku i pokazivali su samo četvrtine sata. Oni su zamijenili vodene satove, koji su korišteni više od tisuću godina. Često se kaže da je pojava mehaničkog sata pokretanog utezima u drugoj četvrtini 14. stoljeću odlučujući trenutak u hodu Europe prema preuzimanju mjesta predvodnika svjetske tehnologije.

#### Kovano željezo
U proizvodnji željeza su se i dalje koristili stari postupci. Prvi je korak bilo pranje i pečenje rude, te njeno mrvljenje u komade prikladne za preradu u plitkom ognjištu (redukcijskoj peći). Nakon što je stoljećima bila tek udubljenje u zemlji s glinenom oplatom i kupolom, peći je dodan zdepast dimnjak od gline i pješčenjaka. Peć je imala otvor za izlaz plinova, otvor za punjenje rudom, te otvor pri dnu za vađenje žara, mekog i usijanog (ali ne rastaljenog) željeza (spužvasto željezo ili porozno željezo) i upuhivanje zraka pomoću mjehova. Za proizvodnju 1 kilograma željeza takva je peć trošila 12 kilograma drvenog ugljena. Spužvasto željezo se je tuklo na plosnatom kamenu, da bi se iz njega izbacila šljaka (pijesak i glina) i da bi se željezu dao oblik šipki i ploča, prikladan za kovača.

#### Visoka peć i lijevano željezo
Prema nekim povjesničarima je visoka peć (peć za proizvodnju sirovog željeza) najveće tehnološko postignuće srednjega vijeka. U postupku oblikovanja srednjovjekovne visoke peći je vodeničko kolo još jednom igralo glavnu ulogu. Širenje vodeničkih kola s pritoka i malih rijeka na velike rijeke bilo je omogućeno izgradnjom brana i vodeničkih jaraka, koja se opaža naročito nakon 1300., a okomito je kolo opremljeno nizom dodataka, poput mehaničkog automatskog regulatora: kvadratni segment osovine mlinskog kamena je vrtnjom udarao u produžetak na lijevku mlina i istresao brašno iz njega: što se je kolo brže vrtjelo to se je lijevak brže tresao. Razvijeno je više novih primjena snage vode, poput izvlačenja metalne žice ili crpljenja vode iz rudnika, no najznačajnija je bila taljenje željezne rude u novim visokim pećima.

#### Brodogradnja i pomorstvo
Tijekom ranoga srednjega vijeka brodogradnja je napredovala i na jugu i na sjeveru Europe. Na Sredozemnom moru je tijekom ranog srednjeg vijeka trokutasto latinsko jedro konačno uspješno postavljeno na veća plovila. Tu su tehniku najprije razvili muslimani, od njih su je preuzeli Bizantinici, a potom i ostali Europljani, tako da je do 800. latinsko jedro prevladalo na Sredozemnom moru. Bilo je obješeno na dugi nakošeni križ jarbola. Jedan kraj križa se uzdizao iznad vrha jarbola, a drugi je dopirao gotovo do palube. Takvo jedro može zahvatiti vjetar s obje strane i poboljšalo je pokretljivost broda. No baratanje takvim jedrom nije bilo lako. Istodobno s uporabom latinskoga jedra, na Sredozemnom moru se je pojavio korjenito novi sustav izgradnje trupa broda. Dotada je korito građeno tako da su najprije slagane daske, a potom unošen kostur. Sada je postupak obrnut, tako da je najprije građen kostur (kobilica i rebra broda). Takvi brodovi nisu bili onoliko čvrsti kao rimski građeni na stari način, ali su zahtijevali mnogo manje rada i stoga su bili jeftiniji, što je pojeftinilo i trgovinu.

#### Kompas
I kompas potiče iz Kine. Vodeni kompas, gdje magnetizirana željezna igla učvršćena na dašćicu pluta na vodi, opisan je u cijelosti u 11. stoljeća, ali je vjerojatno bio poznat mnogo prije. Prvi europski pisani izvor u kojem se opisuje mornarički kompas je djelo Alexandera Neckama De naturis rerum, napisano oko 1190. Igla na osovini je talijanski izum iz 13. stoljeća. Uporaba kompasa se širi tek nakon 1280. Osim toga, srednji vijek ne poznaje kvadrant niti nautički astrolab, mjerne instrumente renesanse.  Općenito se smatra da je Poslanica o magnetu Petra Hodočasnika (Pierre de Maricourt, Petrus Peregrinus) iz 1269. zapravo prvi pravi znanstveni rad zapadnoga kršćanstva.

#### Krmeno kormilo
Krmeno je kormilo je odavno bilo poznato u Kini i moguće je da je iz Kine stiglo u Europu, ali je isto tako moguće da je neovisno izumljeno u Bizantu ili na Baltiku. Središnje je kormilo bilo teško postaviti zbog oblika kobilice na krmi broda, pa je rabljeno veslo za upravljanje sa strane broda. Čini se da u Europi uvođenje krmenoga kormila nije bilo potaknuto potrebom za boljom upravljivošću, jer je veslo za upravljanje sasvim dobro služilo toj svrsi. No nove su koge postale toliko visoke da su zahtijevale vrlo duga vesla za upravljanje, što je stvaralo probleme. Ravna krma koge je bila zgodno mjesto za postavljanje kormila. U 13. stoljeću krma je izravnana i dodano je krmeno središnje kormilo. To je jako poboljšalo upravljivost broda, vjetar se je mogao bolje iskoristiti, a moglo se je ploviti i po lošem vremenu. 

#### Graditeljstvo
Tijekom ranog srednjeg vijeka u sjevernoj Europi se nisu proizvodile opeke, sve do kasnog srednjega vijeka. Zaboravljeno je i umijeće proizvodnje rimskoga cementa i betona i ono će se iznova pojaviti tek u 19. stoljeću. Katedrala Notre-Dame u Parizu, čiji je kamen temeljac položen 1163., bila je jedna od prvih katedrala koje su prihvatile gotički stil u arhitekturi. To je jedna od prvih zgrada na kojoj se pojavljuju vanjski potpornji (kontrafori), odvojeni od zidova, koji drže svodove bez potrebe za unutrašnjim sponama. Do 1182. je bila dovršena apsida (dio iza oltara) i kor; do 1196. bila je dovršena lađa, a do 1250. i dva velika zvonika. Dotjerivanje građevine potrajalo je do 1345.

#### Staklo i naočale
Staklo, poznato u antičko doba, iznova će se pojaviti u industriji tek u 13. stoljeću, nadasve u Veneciji, a počet će se industrijski proizvoditi tek u Italiji u 14. stoljeću, kao i papir, koji će svoj procvat doživjeti tek izumom tiskare. Staklo u srednjem vijeku uglavnom predstavlja vitraj. Proizvodnja stakla u 12. stoljeću je slijedila stare postupke. Razvoj naočala između 13. i 16. stoljeća izveli su isključivo vješti majstori, bez pomoći znanosti. Nije se znalo kako djeluje oko i što izaziva dalekovidnost i kratkovidnost. Optika se nije razvila do istraživanja leća i prepušta ih majstorima.

#### Papir
Papir je bio proizvođen u Kini već u 2. stoljeću. Otuda se proširio najprije islamskim svijetom, u Bagdadu je već korištena snaga vode, a u Španjolskoj se takve tvornice javljaju oko 1150. Veća proizvodnja lanenoga platna, potaknuta modom nošenja lanenih košulja i rublja, dala je sirovinsku bazu za proizvodnju papira u Europi, postupci koje su preuzeti iz Kine. Tako je cijena papira pala, a tržište se proširilo.

## Industrijska revolucija
U drugoj polovici XVIII. stoljeća ručna se proizvodnja počela zamjenjivati parnim strojevima. Time je počeo razvoj koji je od kraja 18. do sredine 19. stoljeća temeljito izmijenio ranije političke, gospodarske i društvene sustave u većem dijelu svijeta. Počela je Prva industrijska revolucija. U Engleskoj su proizvođači sve više ulagali novac u stvaranje novih izuma. No, najpoznatiji je bio izum parnog stroja. Njega je 1764. godine usavršio Škot James Watt. Pronalazak parnog stroja izazvao je veliki preokret u proizvodnji, odnosno revoluciju u prerađivačkim djelatnostima ili industriji. Manufakturna proizvodnja zamijenjena tvorničkim radom.